# Engelram V van Coucy
Engelram V van Coucy (circa 1255 - 1321) was van 1311 tot aan zijn dood heer van Coucy, Oisy, Marle, Havrincourt, Montmirail, La Fère, Condé-en-Brie, Châlons-le-Petit en burggraaf van Château-Thierry. Hij behoorde tot het huis Gent.

## Levensloop
Engelram V was een jongere zoon van graaf Arnoud III van Guînes en diens echtgenote Alix, dochter van heer Engelram III van Coucy.
Na het overlijden van zijn oom Engelram IV in 1311, erfde zijn moeder Alix als enige erfgename diens bezittingen. Ze verdeelde onmiddellijk de bezittingen tussen Engelram V en zijn broer Jan. Hierbij kreeg Engelram de heerlijkheden Coucy, Oisy, Marle, Havrincourt, Montmirail, La Fère, Condé-en-Brie, Châlons-le-Petit en het burggraafschap Château-Thierry, terwijl Jan het bezit kreeg over de burggraafschappen La Ferté-Gaucher, La Ferté-Ancoul, het burggraafschap Meaux en de heerlijkheden Boissy, Tresmes, Bulleau en Romeny.
In 1318 was hij een van de vorsten die openlijk partij koos voor Mathilde van Artesië, in de strijd tegen haar neef Robert III. Engelram stierf rond het jaar 1321, waarna hij werd bijgezet in de Abdij van Prémontré.

## Huwelijk en nakomelingen
Rond 1280 huwde Engelram V met Christina van Bailleul, een nicht van de Schotse koning John Balliol. Ze kregen volgende kinderen:
- Willem (1288-1335), heer van Coucy, Marle, La Fère en Oisy
- Engelram, burggraaf van Meaux en heer van La Ferté-Ancoul, Tresmes en Belonnes
- Boudewijn, jong gestorven
- Robert (overleden in 1369), heer van La Ferté-Gaucher, kanunnik, cantor en proost van de Notre Dame-kathedraal in Cambrai